# George Hoyningen-Huene
George Hoyningen-Huene (in russo Георгий Фёдорович Гойнинген-Гюне?; San Pietroburgo, 4 settembre 1900 – Los Angeles, 13 settembre 1968) è stato un fotografo di moda russo.
Nato in Russia da genitori americani e baltici, ha trascorso la sua vita lavorativa in Francia, Inghilterra e Stati Uniti.

## Biografia
George Hoyningen-Huene era l'unico figlio maschio del barone Barthold Theodor Hermann (Theodorevitch) von Hoyningen-Huene (1859-1942), nobile baltico, ufficiale militare e signore di Navesti (vicino Võhma), e di sua moglie, Emily Anne "Nan" Lothrop (1860-1927), figlia di George Van Ness Lothrop, ministro americano in Russia. Aveva due sorelle. Helen (morta nel 1976), modista in Francia con il nome Helen de Huene; ed Elizabeth (1891-1973), anche lei stilista con il nome Madame Yteb negli anni venti e trenta.
Durante la rivoluzione russa, gli Hoyningen-Huenes si trasferirono prima a Londra, ed in seguito a Parigi nel 1920, dove inizia la carriera di fotografo di George. Nel 1925 George era già riuscito a diventare capo fotografo per l'edizione francese di Vogue. Nel 1931 incontra Horst, il futuro fotografo, che diventerà suo amante e modello, e con lui si trasferisce in Inghilterra. Una volta lì, incontrano il fotografo Cecil Beaton, che lavorava per l'edizione britannica di Vogue, grazie al quale nel 1931, Horst avvia la sua collaborazione con Vogue.
Nel 1935 Hoyningen-Huene si trasferisce a New York, dove la maggior parte dei suoi lavori vengono pubblicati dalla rivista Harper's Bazaar. Inoltre pubblica due libri fotografici sulla Grecia e sull'Egitto, prima di trasferirisi a Hollywood, dove arriva all'apice della propria carriera, realizzando ritratti glamour per l'industria cinematografica.
Ad Hollywood, Hoyningen-Huene lavorerà a vario titolo nel settore della cinematografia, collaborando con George Cukor, in particolare come consulente visivo e del colore nel film del 1954 È nata una stella con Judy Garland. Ebbe un incarico simile anche nel 1957 per il film Les Girls'', con Kay Kendall e Mitzi Gaynor, per Il diavolo in calzoncini rosa con Sophia Loren film e per Sessualità. Nel 1960 disegnò i costumi del film Olympia.
Morì all'età di sessantotto anni a Los Angeles.